# Stolica

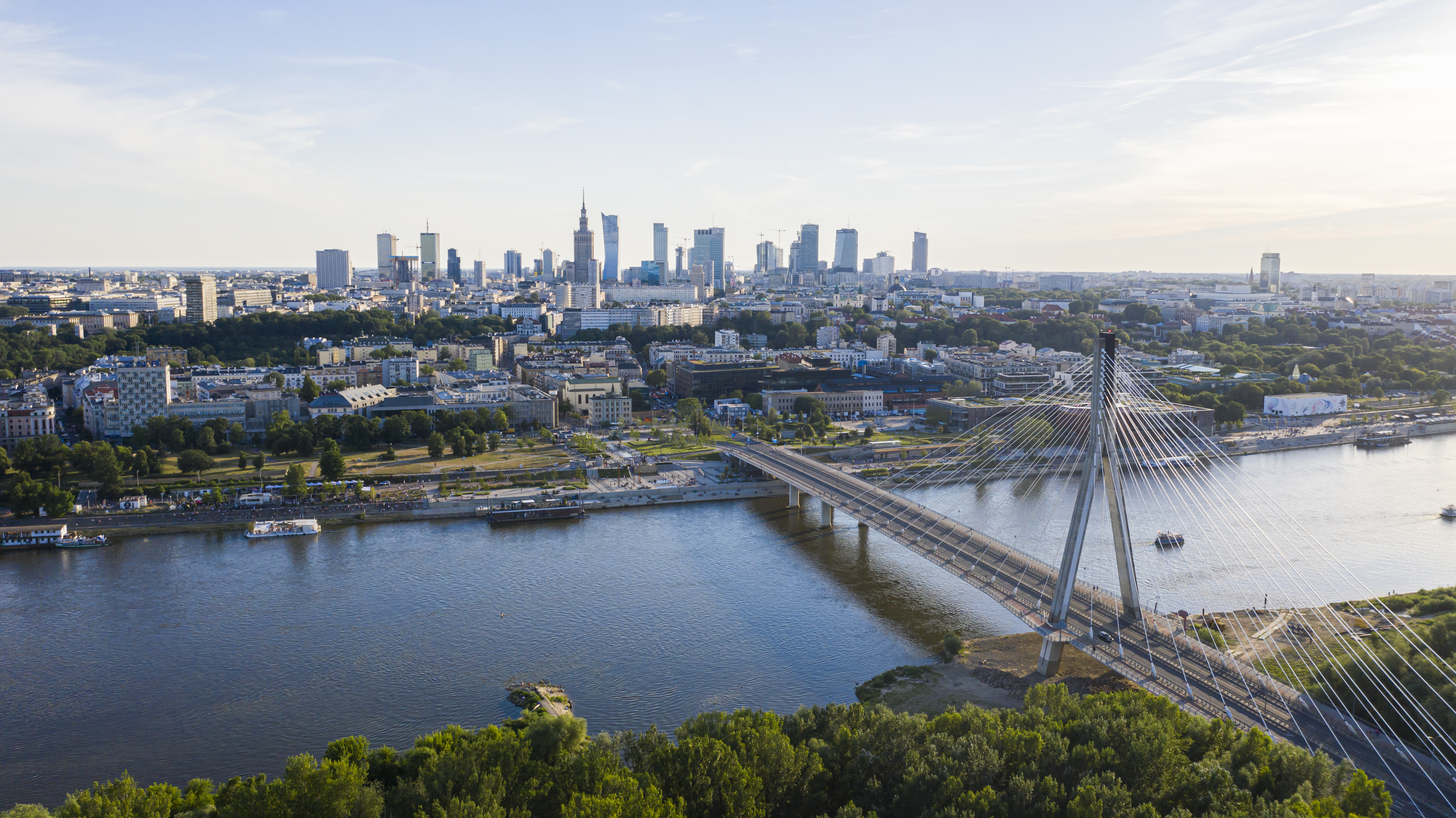
Stolica Polski (Warszawa)

Stolica – miasto, w którym znajduje się siedziba centralnych organów państwa lub główne miasto okręgu, rejonu, województwa, krainy historycznej itp.

## Nazwa
Określenie stolica w języku polskim pochodzi od wyrazu stolec, oznaczającego miejsce do siedzenia, tron.

## Funkcje stolic

Państwa, których stolice nie są ich najludniejszymi miastami

Wyróżnia się następujące funkcje stolic:
- funkcja administracyjno-polityczna – siedziba rządu, parlamentu, rezydencja głowy państwa, głównych placówek dyplomatycznych i biur organizacji międzynarodowych;
- funkcja zespalająca – szczególnie w państwach o strukturze federalnej, często jako wydzielony obszar federalny (np. District of Columbia, Australijskie Terytorium Stołeczne, Region Stołeczny Brukseli).

## Rodzaje stolic
Z punktu widzenia morfologicznego wyróżnia się trzy rodzaje stolic:
1. stałe – historycznie ustalone, miasta będące głównymi ośrodkami w swych krajach przez kilka stuleci (np. Ateny, Londyn, Paryż, Rzym);
2. ustanowione – świadomie ustalone (np. Brasília w Brazylii, Canberra w Australii, Abudża w Nigerii, Islamabad w Pakistanie, Belmopan w Belize, Ottawa w Kanadzie);
3. podzielone – zarządzanie nie jest skupione w jednym miejscu, a w kilku (np. Amsterdam i Haga w Holandii, La Paz i Sucre w Boliwii, Pretoria, Kapsztad i Bloemfontein w Południowej Afryce, Santiago i Valparaíso w Chile)[3].